# Dykare (skalbaggar)
Dykare (Dytiscidae) är en familj av skalbaggar i underordningen rovskalbaggar som är besläktad med familjen jordlöpare, men ombildad för ett levnadssätt i vatten.
Enligt Catalogue of Life omfattar familjen Dytiscidae 4198 arter.
Familjens arter har en bred och oval, oftast tillplattad kropp. De är huvudsakligen svarta, med trådformiga antenner och långa, platta, hårkantade bakben, med vars hjälp de rör sig i vattnet med jämna, kraftiga simtag. De håller till i stillastående vatten, särskilt i kärr, dammar och vattenfyllda gropar, där de kommer upp till vattenytan med relativt korta mellanrum för att hämta luft. De stannar omedelbart under vattenytan med simbenen rakt utsträckta åt sidorna, höjer bakkroppens spets litet över ytan och låter luft strömma in under täckvingarna, för att i nästa ögonblick bege sig ned till bottnen, där de håller sig fast vid vattenväxter med frambenen. Andningshålen är belägna utmed kanterna av bakkroppens översida. På den bidrar en sidorand av långa, fina och täta hår till att hålla kvar luften, som sparas under täckvingarna.
De flesta dykare har flygvingar, men de används främst för att uppsöka andra vattensamlingar.

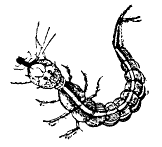
Larv till skalbagge i denna familj

Sina ägg lägger dykarna i vattenväxter, med hjälp av ett indragbart äggläggningsrör. Larverna är långsträckta, sexbenta, med spetsig bakkropp, utrustad med 2 oledade, hårbesatta bihang. Även larverna måste hämta luft vid vattenytan. De har ett stort, platt huvud med två vassa, ihåliga, krökta käkar som de använder för att spruta in matsmältningsvätska i sina byten, för att därefter suga ut dem. Den egentliga munöppningen är rudimentär och spelar inte någon roll för näringsupptagandet. Till förpuppningen gräver sig larven en håla vid stranden.
Dykarna övervintrar i vattnet.
Födan för dykare och deras larver består av mindre till medelstora  fiskar, vattenlevande insektslarver, grodyngel och andra mindre djur.
En könsskillnad, som förekommer hos alla större arter av familjen, är att hos hannen de övre lederna på frambenens tarser är utplattade och besatta med små sugkoppar, med vilka han håller fast honan vid parningen. Honan hos de flesta större arterna har dessutom i samma syfte kraftigt fårade täckvingar.
I Skandinavien förekommer omkring 160 arter, av vilka de flesta är små, som de några få millimeter långa arterna av släktet Hydroporus.
Större arter är:
- Bredkantad dykare (Dytiscus latissimus) – längd ofta över 40 mm.
- Gulbrämad dykare (Dytiscus marginalis) – 30–35 millimeter lång.
- Acilius semisulcatus – är omkring 16 mm lång. Honan har breda, tätt hårbevuxna fåror på täckvingarna.

## Vardagligt namn
I Svealand kallas dialektalt arter tillhörande släktet Dytiscus utan närmare åtskillnad vattenbaggar. 

## Dottertaxa till Dytiscidae, i alfabetisk ordning
- Acilius
- Aethionectes
- Africodytes
- Africophilus
- Agabetes
- Agabinus
- Agabus
- Agametrus
- Agaporomorphus
- Aglymbus
- Agnoshydrus
- Allodessus
- Allomatus
- Allopachria
- Amarodytes
- Andex
- Andonectes
- Anginopachria
- Anisomeria
- Anodocheilus
- Antiporus
- Australphilus
- Austrodytes
- Barretthydrus
- Batrachomatus
- Bidessodes
- Bidessonotus
- Bidessus
- Borneodessus
- Brachyvatus
- Bunites
- Calicovatellus
- Canthyporus
- Carabdytes
- Carabhydrus
- Celina
- Chostonectes
- Clypeodytes
- Coelambus
- Coelhydrus
- Colymbetes
- Comaldessus
- Copelatus
- Coptotomus
- Crinodessus
- Cybister
- Darwinhydrus
- Deronectes
- Derovatellus
- Desmopachria
- Dimitshydrus
- Dytiscus
- Ereboporus
- Eretes
- Exocelina
- Fontidessus
- Geodessus
- Gibbidessus
- Glareadessus
- Graphoderus
- Graptodytes
- Haideoporus
- Hemibidessus
- Heroceras
- Herophydrus
- Heterhydrus
- Heterosternuta
- Hoperius
- Hovahydrus
- Huxelhydrus
- Hydaticus
- Hyderodes
- Hydrocolus
- Hydrodessus
- Hydrodytes
- Hydroglyphus
- Hydronebrius
- Hydropeplus
- Hydroporus
- Hydrotrupes
- Hydrovatus
- Hygrotus
- Hyphoporus
- Hyphovatus
- Hyphydrus
- Hypodessus
- Iberoporus
- Ilybiosoma
- Ilybius
- Japanolaccophilus
- Kakadudessus
- Kuschelydrus
- Laccodytes
- Lacconectus
- Laccophilus
- Laccoporus
- Laccornellus
- Laccornis
- Laccosternus
- Lancetes
- Leiodytes
- Leuronectes
- Limbodessus
- Liodessus
- Lioporeus
- Liopterus
- Madaglymbus
- Matus
- Megadytes
- Megaporus
- Meladema
- Melanodytes
- Metaporus
- Methles
- Microdessus
- Microdytes
- Microhydrodytes
- Morimotoa
- Napodytes
- Nebrioporus
- Necterosoma
- Neobidessodes
- Neobidessus
- Neoclypeodytes
- Neoporus
- Neoscutopterus
- Neptosternus
- Notaticus
- Onychohydrus
- Oreodytes
- Pachydrus
- Pachynectes
- Papuadessus
- Paroster
- Peschetius
- Philaccolilus
- Philaccolus
- Philodytes
- Phreatodessus
- Platambus
- Platydytes
- Platynectes
- Porhydrus
- Primospes
- Pseuduvarus
- Queda
- Regimbartina
- Rhantaticus
- Rhantus
- Rhithrodytes
- Rugosus
- Sandracottus
- Sanfilippodytes
- Scarodytes
- Sekaliporus
- Senilites
- Sharphydrus
- Siamoporus
- Siettitia
- Sinodytes
- Spencerhydrus
- Sternhydrus
- Sternopriscus
- Stictonectes
- Stictotarsus
- Stygoporus
- Suphrodytes
- Tepuidessus
- Terradessus
- Thermonectus
- Tikoloshanes
- Tiporus
- Trichonectes
- Trogloguignotus
- Tyndallhydrus
- Typhlodessus
- Uvarus
- Vatellus
- Yola
- Yolina